# مقراب فضائي

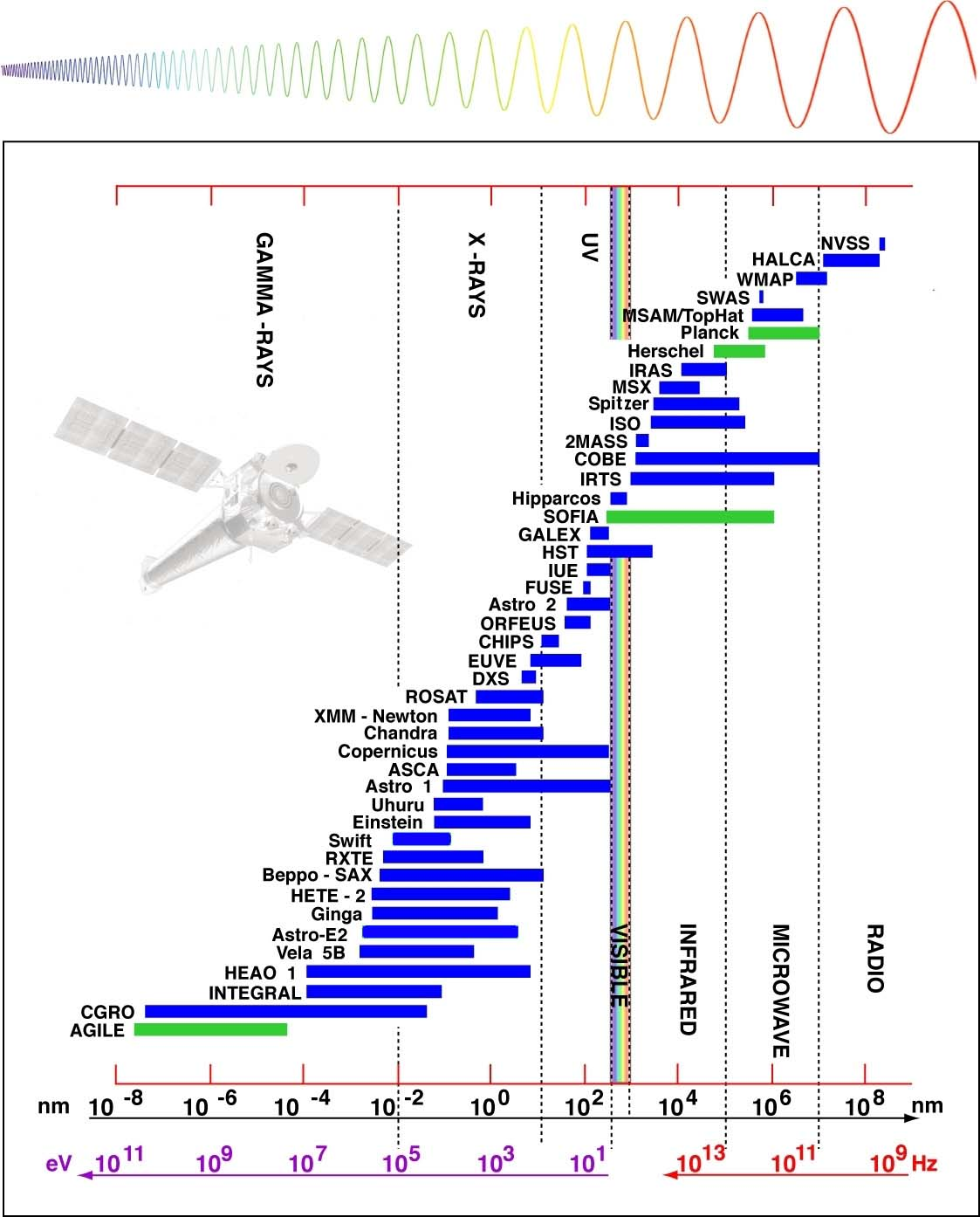
مراصد فضائية وحيز طول الموجة (بالنانومتر) التي تقوم بقياسها.

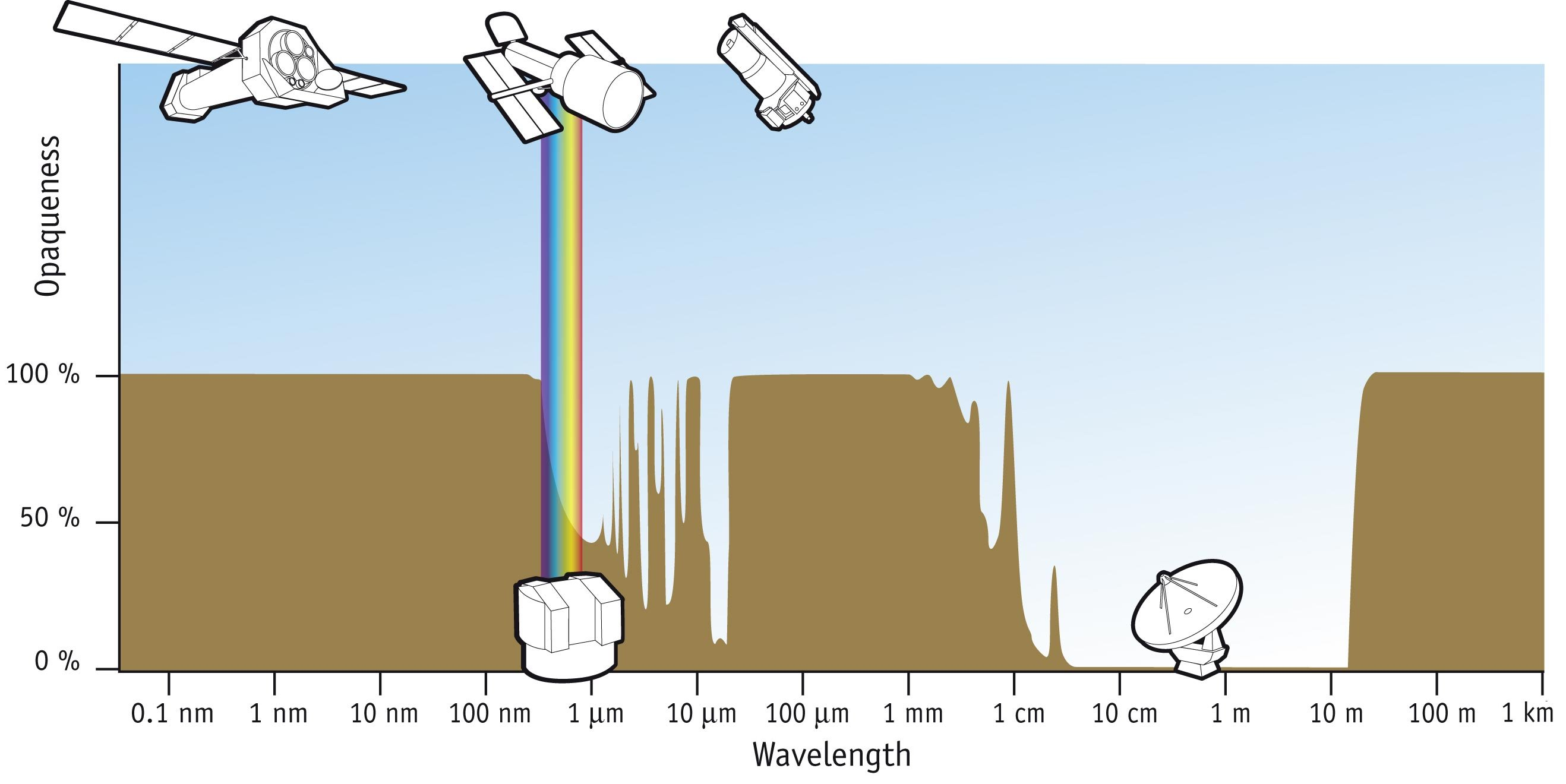
الشكل 2: درجة امتصاص جو الأرض للأشعة المختلفة (اللون البني)، والتلسكوبات الفضائية ونطاق طول موجة الأشعة التي تقوم بتسجيلها. تُرى نافذتان يعتبر جو الأرض شفافا لها : في نطاقي الضوء المرئي ووالأشعة الراديوية http://www.spitzer.caltech.edu/Media/mediaimages/background.shtml

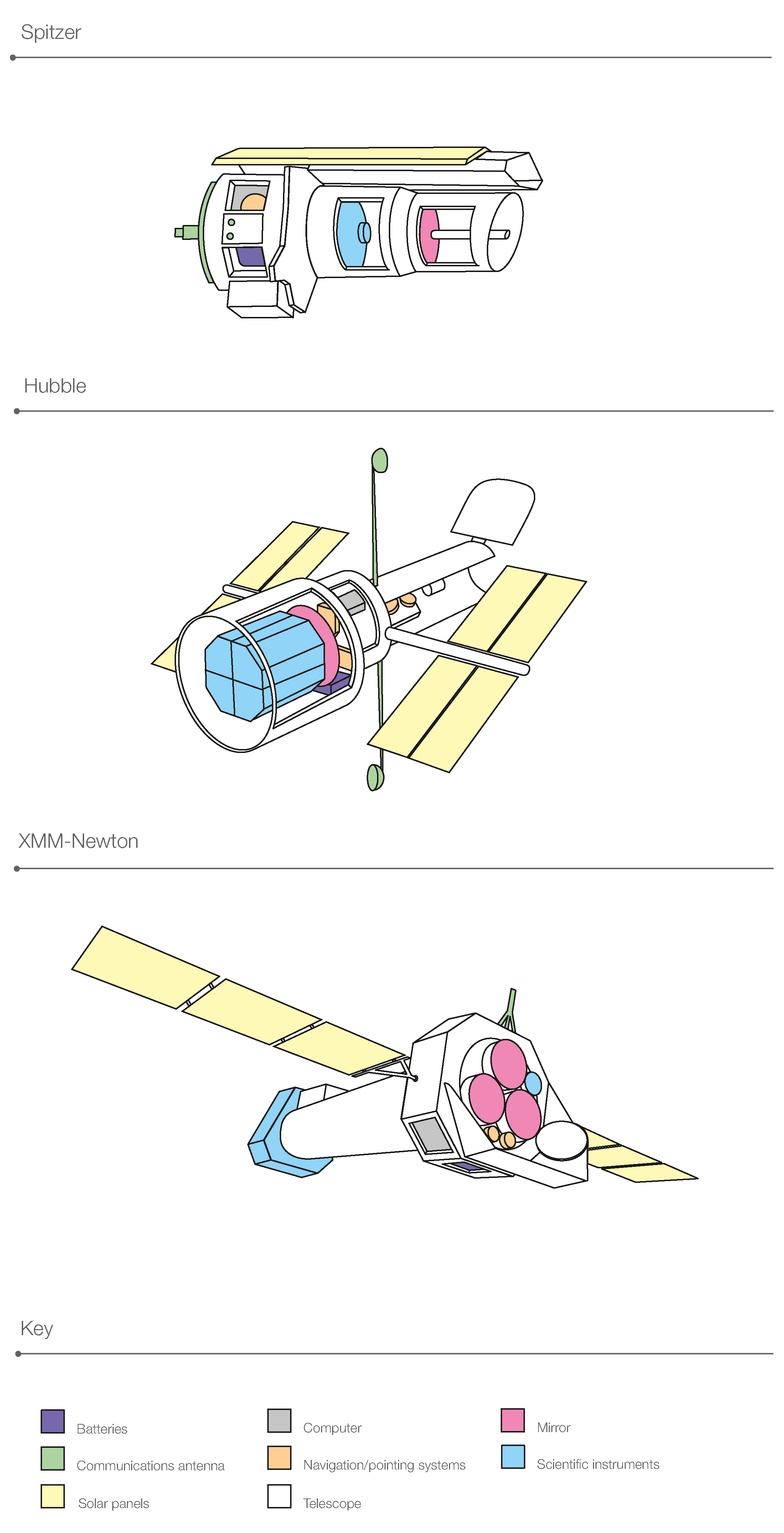
مقاريب فضائية سبيتزر، وهابل، ونيوتن XMM.

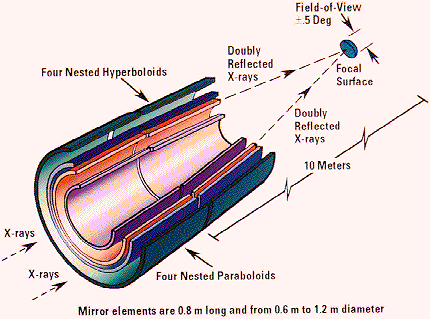
طريقة عمل مقراب الأشعة السينية ذو الأنابيب المخروطية بصلية الشكل تعمل على تجميع صورة في البؤرة.

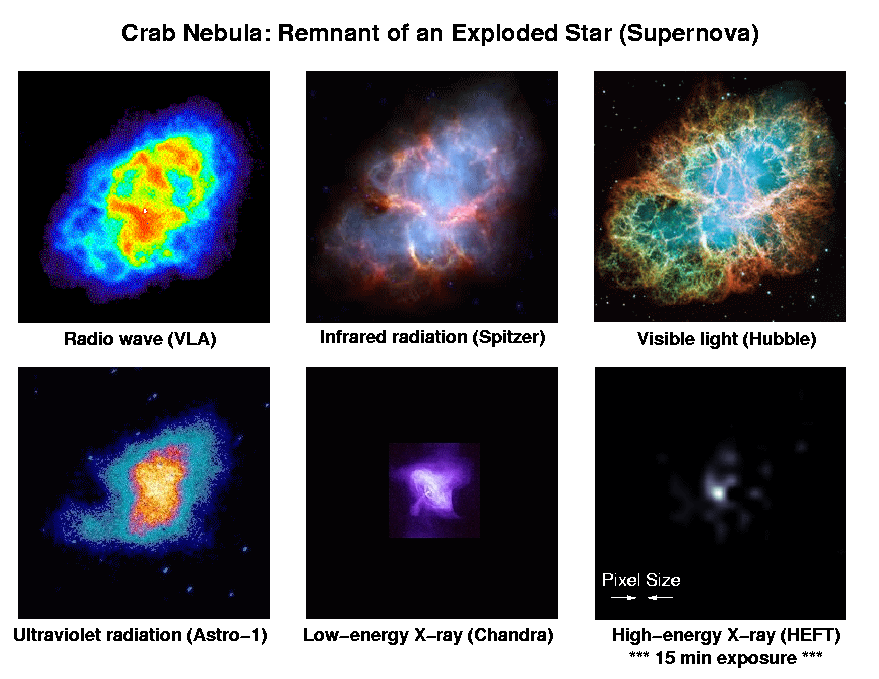
سديم السرطان كمخلفات نجم منفجر. الصور للضوء المرئي، وصور لأشعة سينية ذات أطوال موجة مختلفة تدل على شدة ارتفاع درجة حرارة المصدر، التقطتها مقاريب مختلفة، كل منها يرى حيز ضيق من أشعة إكس.

مقراب فضائي أو مَرصَد فضائي في علم الفلك (بالإنجليزية :Space telescope) هو مقراب يحمله قمر صناعي في الفضاء الخارجي لمراقبة الكواكب البعيدة والمجرات وغيرها من الأجسام الفلكية. تتجنب المقاريب الفضائية العديد من مشاكل مراصد الأرض، مثل تلوث الضوء وتشويه الإشعاع الكهرومغناطيسي (التلألؤ). بالإضافة إلى ذلك، يتم حجب الترددات فوق البنفسجية والأشعة السينية وأشعة جاما من خلال الغلاف الجوي للأرض، لذلك لا يمكن ملاحظتها إلا من الفضاء. 
وهي تختلف عن المقاريب الفضائية الأخرى التي تقيس الأرض وتوجه إليها لأغراض التجسس أو دراسات وجه الأرض المختلفة.

## خصائصها وأهميتها
أطلقت مقاريب كثيرة تدور حول الأرض في الفضاء وتقدم لنا معلومات فلكية لا نستطيع الحصول عليها من مراصد الأرض.
عند القيام بالرصد الفلكي من على سطح الأرض فإن كثير من الأشعة الكهرومغناطيسية تمتص في الجو ولا تصل إلى سطح الأرض. بالنسبة إلى أشعة الضوء التي هي جزء من طيف الأشعة الكهرومغناطيسية فإنها لا تمتص في الجو ويستطيع الجزء الأكبر منها الوصول إلى سطح الأرض فنراه ويعم نور النهار. ولهذا فمعظم مقاريب الأرض تصور الضوء المرئي. ولكن كثير من الأجرام والظواهر السماوية يصدر ضوءا مرئيا إلى جانب أشعة مثل أشعة إكس وأشعة غاما وهذه تتميز بقصر طول الموجة ولا نستطيع العين البشرية رؤيتها مثلما لا تستطيع العين البشرية رؤية الأشعة فوق البنفسجية (من تلك الظواهر الفلكية التي تصدر أشعة قصيرة الموجة انفجارات أشعة غاما والمستعرات العظمى). لذلك نرسل مقاريب خاصة بتسجيل الأشعة فوق البنفسجية وأخرى تقيس الأشعة السينية وأشعة غاما نرسلها كأقمار صناعية تدور حول الأرض في أفلاك في الفضاء فوق الغلاف الجوي، فتسجل تلك الأنواع من الأشعة التي لا تصل إلى سطح الأرض.
يبين الشكل 2 على المحور الأفقي تغير طول الموجة بين الموجات الطويلة (أشعة راديوية) إلى الموجات القصيرة جدًا (أشعة غاما). ويبين المحور الرأسي درجة العتامة (باللون البني) التي قد تصل إلى 100%، أي أن تلك الأشعة لا تصل إلى سطح الأرض وتُمتص في الجو. وتتبين نافذتان يمكن للأشعة أن تمر خلال جو الأرض من دون أن تمتص ولهذا فيمكن رؤية تلك الأشعة ومنها الضوء المرئي في حيز طول موجة بين 850 نانومتر إلى 370 نانومتر. والنافذة الثانية للأشعة التي يمكن أن تصل إلى سطح الأرض نجدها للأشعة الراديوية بين طول موجة 20 متر إلى نحو 3 مليمتر.
وعلى سبيل المثال لا يمكن رصد أجرام سماوية تصدر الأشعة السينية أو أشعة غاما من على سطح الأرض وتتم تلك الدراسات بواسطة مقاريب خصيصة لتلك الأشعة تحوم حول الأرض عاليًا خارج الغلاف الجوي، ومنها مقراب سبيتزر الفضائي ومقراب كي الفضائي ومقراب تشاندرا الفضائي للأشعة السينية وبيبوساكس ومرصد سويفت الفضائي.
كذلك تستخدم المقاريب الفضائية أيضًا لقياس الأشعة تحت الحمراء (طول موجة نحو 1000 نانومتر) والأشعة فوق البنفسجية (طول موجة بين 370 - 100 نانومتر).
ويوجد نوعان للرصد الفلكي بالأقمار الصناعية بحسب تصميم المقراب المبني عليها، نوع واسع زاوية الرؤية يقوم بالمسح الفلكي، أي يصور مساحة واسعة من السماء، ونوع آخر ضيق زاوية الرؤية ويقوم بالتركيز على جرم سماوي واحد ويدرسه بالتفصيل.
تقوم وكالة الفضاء الأمريكية (ناسا، NASA) ووكالة الفضاء الأوروبية (إيسا، ESA) ووكالة الفضاء اليابانية، وكذلك البرنامج السوفيتي للفضاء، بإطلاق تلك المقاريب الفضائية، وتتعاون عادة تلك الجهات فيما بينها أيضًا. وأحيانًا ينضم إليهم فئات من علماء إيطاليا وهولندا والمملكة المتحدة.

## قائمة المقاريب الفضائية (بعض منها)
| الاسم                                          | تاريخ البدء          | نهاية التشغيل | النطاق                               | جهة التشغيل                   |
| ---------------------------------------------- | -------------------- | ------------- | ------------------------------------ | ----------------------------- |
| مرصد راديوي فلكي أ / ب                         | 1968 / 1973          | 1977          |                                      |                               |
| (SAS-1)                                        | 1970                 | 1973          | أشعة سينية                           | ناسا                          |
| مرصد كوبرنيكوس المداري 3                       | 1972                 | 1981          | أشعة فوق بنفسجية، أشعة إكس           | ناسا                          |
| مرصد عالمي للأشعة فوق البنفسجية                | 1978                 | 1996          | أشعة فوق بنفسجية                     | ناسا، إيسا, SERC              |
| مرصد فلكي للأشعة تحت الحمراء                   | 1983                 | 1983          | أشعة تحت الحمراء                     |                               |
| إكسوسات                                        | 1983                 | 1986          | أشعة إكس                             | إيسا                          |
| مرصد الأشعة تحت الحمراء                        | 1995                 | 1998          | أشعة تحت الحمراء                     | إيسا                          |
| مستكشف الخلفية الكونية                         | 1989                 | 1993          | ميكروويف                             | ناسا                          |
| مرصد كومبتون لأشعة غاما                        | 1991                 | 2000          | أشعة غاما                            | ناسا                          |
| روسات                                          | 1990                 | 1999          | أشعة إكس                             | DLR (ألماني)                  |
| يوهكوه                                         | 1991                 | 2001          | أشعة إكس                             | ISAS                          |
| بيبوساكس                                       | 1996                 | 2002          | أشعة إكس                             | ASI (إيطالي)                  |
| مرصد ترافيوليت                                 | 1992                 | 2001          | اشعة فوق البنفسجية قصيرة جدا         | ناسا                          |
| مرصد مطيافية فوق البنفسجية البعيدة             | 1999                 | 2007          | أشعة فوق البنفسجية                   | ناسا                          |
| تلسكوب هابل الفضائي                            | 1990                 |               | ضوء مرئي, فوق البنفسجية، تحت الحمراء | ناسا، إيسا                    |
| مرصد الهالة الشمسية                            | 1995                 |               | ضوء مرئي، أشعة فوق البنفسجية         | ناسا، وكالة الفضاء الأوروبية  |
| تلسكوب شاندرا الفضائي للأشعة السينية           | 1999                 |               | أشعة إكس                             | ناسا                          |
| نيوتن XMM                                      | 1999                 |               | أشعة إكس                             | إيسا                          |
| مسبار ويلكينسون لقياس اختلاف الموجات الراديوية | 2001                 |               | أشعة راديوية                         | ناسا                          |
| إنتجرال (قمر صناعي)                            | 2002                 |               | أشعة غاما                            | وكالة الفضاء الأوروبية        |
| مستكشف تطور المجرات                            | 2003                 | 2012          | أشعة فوق البنفسجية                   | ناسا                          |
| مقراب سبيتزر الفضائي                           | 2003                 |               | أشعة تحت الحمراء                     | ناسا                          |
| أسترو إي                                       | 2005                 |               | أشعة سينية                           | JAXA اليابان                  |
| مسبار ستيريو                                   | 2006                 |               | أشعة فوق البنفسجية                   | ناسا                          |
| تلسكوب كوروت الكوني                            | 2006                 |               | ضوء مرئي                             | CNES فرنسا/إيسا               |
| بعثة كبلر                                      | 2009                 |               | ضوء مرئي وأشعة تحت الحمراء           | ناسا                          |
| مقراب بلانك الفضائي                            | 2009                 |               | موجات راديوية                        | وكالة الفضاء الأوروبية        |
| مقراب هرشل الفضائي                             | 2009                 |               | أشعة تحت الحمراء                     | إيسا                          |
| مقراب جيمس ويب الفضائي                         | 2014 (مخطط له)       |               | أشعة تحت الحمراء                     | ناسا، إيسا، وكالة CSA الكندية |
| تلسكوب راديو أسترون الفضائي                    | نهاية 2011 (مخطط له) |               | ميكروويف                             | عالمي                         |
| بعثة فضائية مطيافية                            | 2017 (بحسب التخطيط)  |               |                                      | ناسا                          |
| مستكشف كواكب أرضية                             | غير معروف            |               |                                      | ناسا                          |

## اقرأ أيضا
- درع شمسي لتلسكوب جيمس ويب الفضائي
- المسبار كوبي
- مصفوف الكيلومتر المربع
- مرصد مولارد الراديوي
- تلسكوب جيمس ويب الفضائي
- علم فلك أشعة غاما
- قائمة التليسكوبات الفضائية
- مرصد مايوركا الفلكي
- مرصد ديناميكا الشمس
- مقراب سبيتزر الفضائي
- استشعار عن بعد
- مسبار فضائي
- بيبوساكس
- مرصد سويفت الفضائي
- مصفوف المراصد العظيم VLA
- تلسكوب شاندرا الفضائي للأشعة السينية